# Saucourt-sur-Rognon
Pour l’article homonyme, voir Saucourt-en-Vimeu.
Saucourt-sur-Rognon est une ancienne commune française du département de la Haute-Marne en région Grand Est. Elle est associée à Doulaincourt en 1972, formant ainsi la nouvelle commune de Doulaincourt-Saucourt.

## Géographie
Comme son nom l'indique, Saucourt est située sur le Rognon.

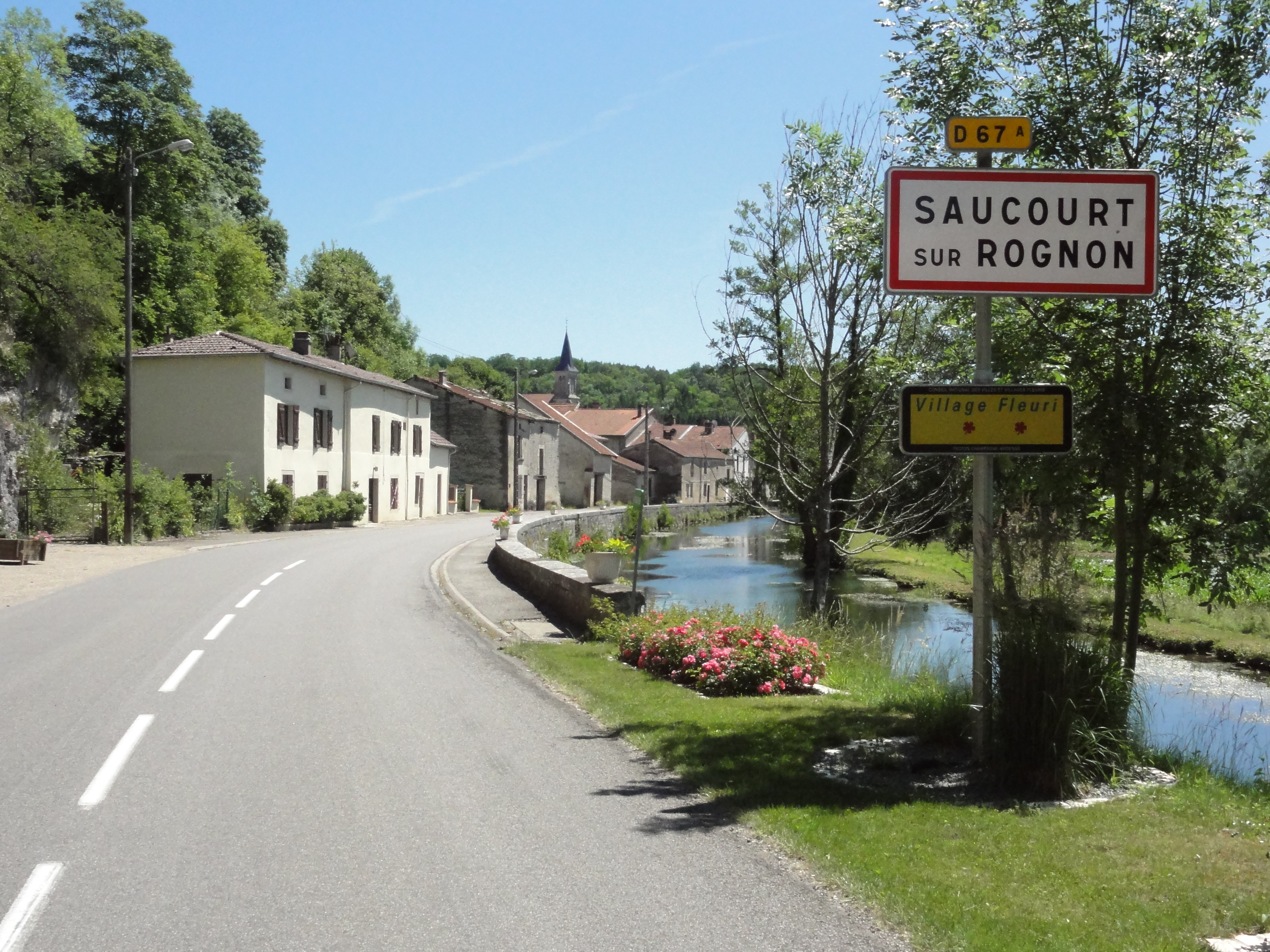
L'entrée par la route D67a.
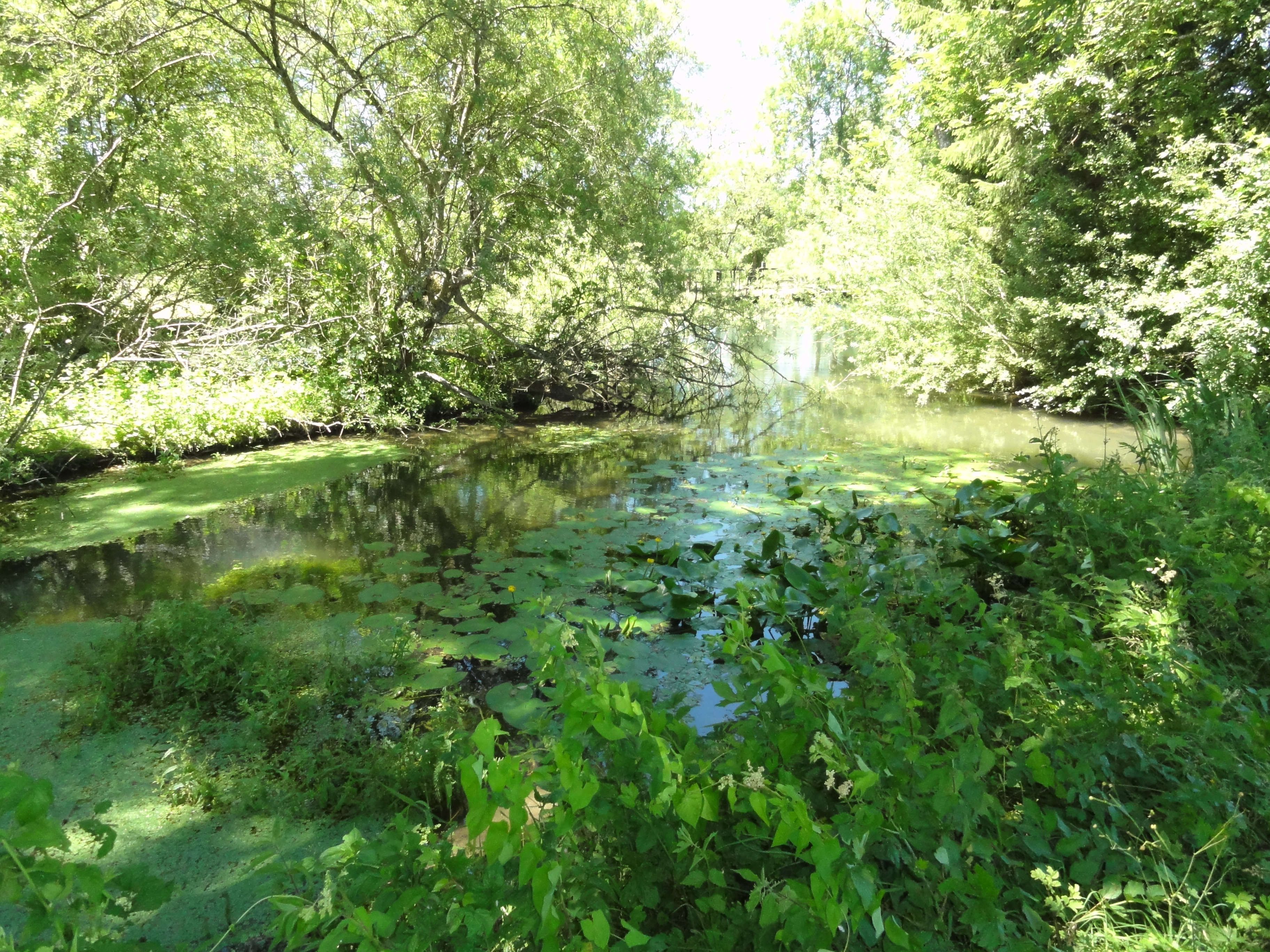
Le marais des Grands Prés.

## Toponymie
Anciennement mentionné : Soocurtis (1210), Seucort (1216), Soucourt (1313), Soocourt (1448), Saulcourt (1576), Saucourt (1649), Saucourt-sur-Rognon (1941).
D'après Ernest Nègre, il s'agit du nom de personne germanique Sadulfus suivi du latin cortem.

## Histoire
En 1789, ce village fait partie de la province de Champagne dans le bailliage de Chaumont et la prévôté d'Andelot.
Le 1er mai 1972, la commune de Saucourt-sur-Rognon est rattachée sous le régime de la fusion-association à celle de Doulaincourt qui devient Doulaincourt-Saucourt.

## Politique et administration

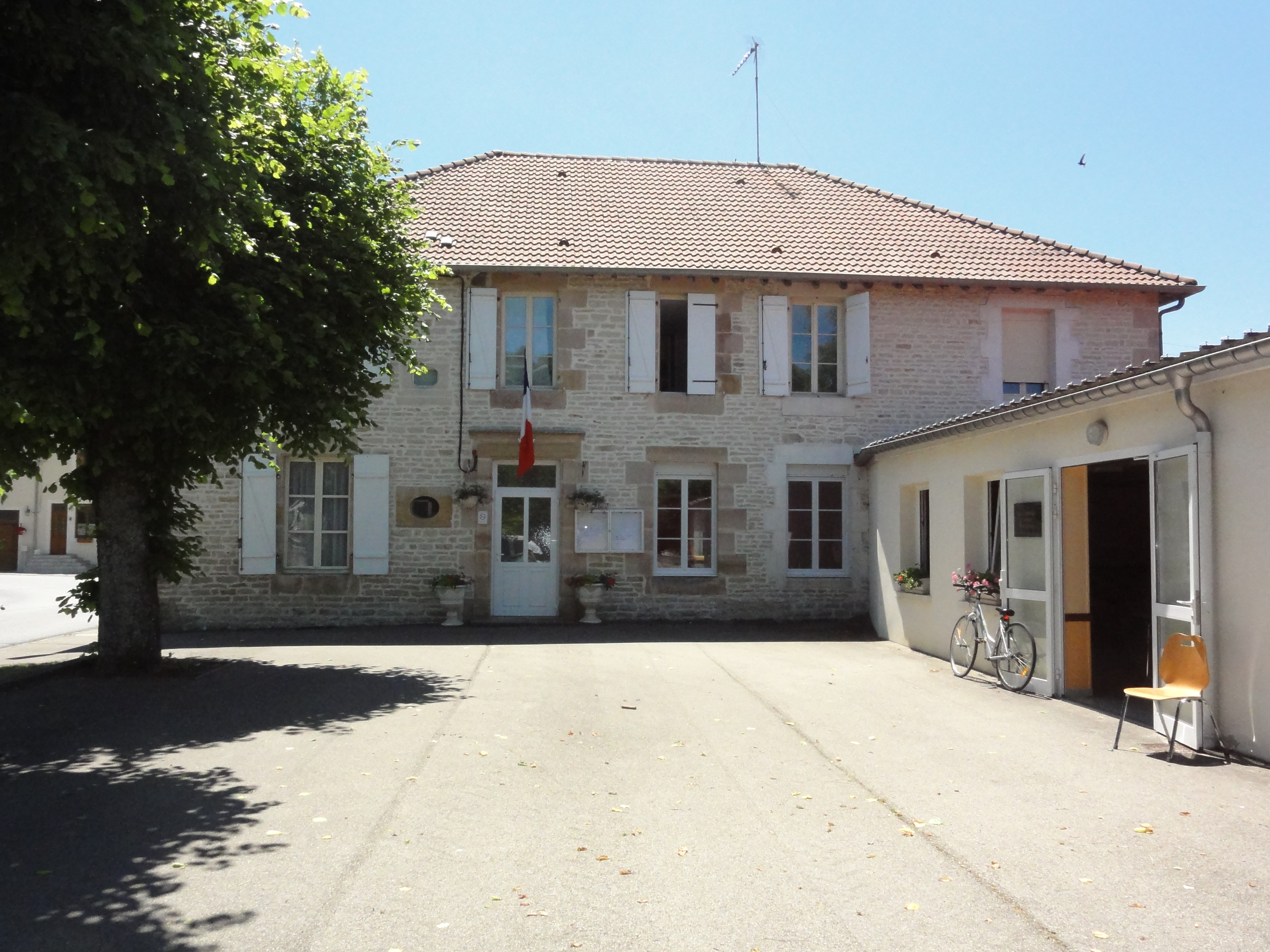
La mairie annexe.

| Période                                  | Période | Identité        | Étiquette | Qualité |
| ---------------------------------------- | ------- | --------------- | --------- | ------- |
| vers 1800                                |         | Hanriot         |           |         |
| vers 1870                                |         | Eugène Champion |           |         |
| 1945                                     | 1958    | André Jaquemin  |           |         |
| Les données manquantes sont à compléter. |         |                 |           |         |

| Période                                  | Période | Identité          | Étiquette | Qualité |
| ---------------------------------------- | ------- | ----------------- | --------- | ------- |
|                                          |         | Bernard BOURCELOT |           |         |
| Les données manquantes sont à compléter. |         |                   |           |         |

## Démographie
| 1793 | 1800 | 1806 | 1821 | 1831 | 1836 | 1841 | 1846 | 1851 |
| ---- | ---- | ---- | ---- | ---- | ---- | ---- | ---- | ---- |
| 260  | 256  | 281  | 278  | 321  | 338  | 360  | 373  | 355  |

| 1856 | 1861 | 1866 | 1872 | 1876 | 1881 | 1886 | 1891 | 1896 |
| ---- | ---- | ---- | ---- | ---- | ---- | ---- | ---- | ---- |
| 278  | 334  | 334  | 293  | 249  | 280  | 392  | 293  | 311  |

| 1901 | 1906 | 1911 | 1921 | 1926 | 1931 | 1936 | 1946 | 1954 |
| ---- | ---- | ---- | ---- | ---- | ---- | ---- | ---- | ---- |
| 301  | 288  | 313  | 275  | 232  | 192  | 207  | 226  | 219  |

| 1962 | 1968 | - | - | - | - | - | - | - |
| ---- | ---- | - | - | - | - | - | - | - |
| 221  | 226  | - | - | - | - | - | - | - |

## Monuments
- Église Saint-Rémy, chœur et nef du XVIIIe siècle
- Croix de chemin
- Écluses et biefs
- Lavoir
- Vestiges de la « Tréfilerie Jacquemin-Cornibert », fondée au début du XVIIe siècle[5]
- Vieux pont sur le Rognon

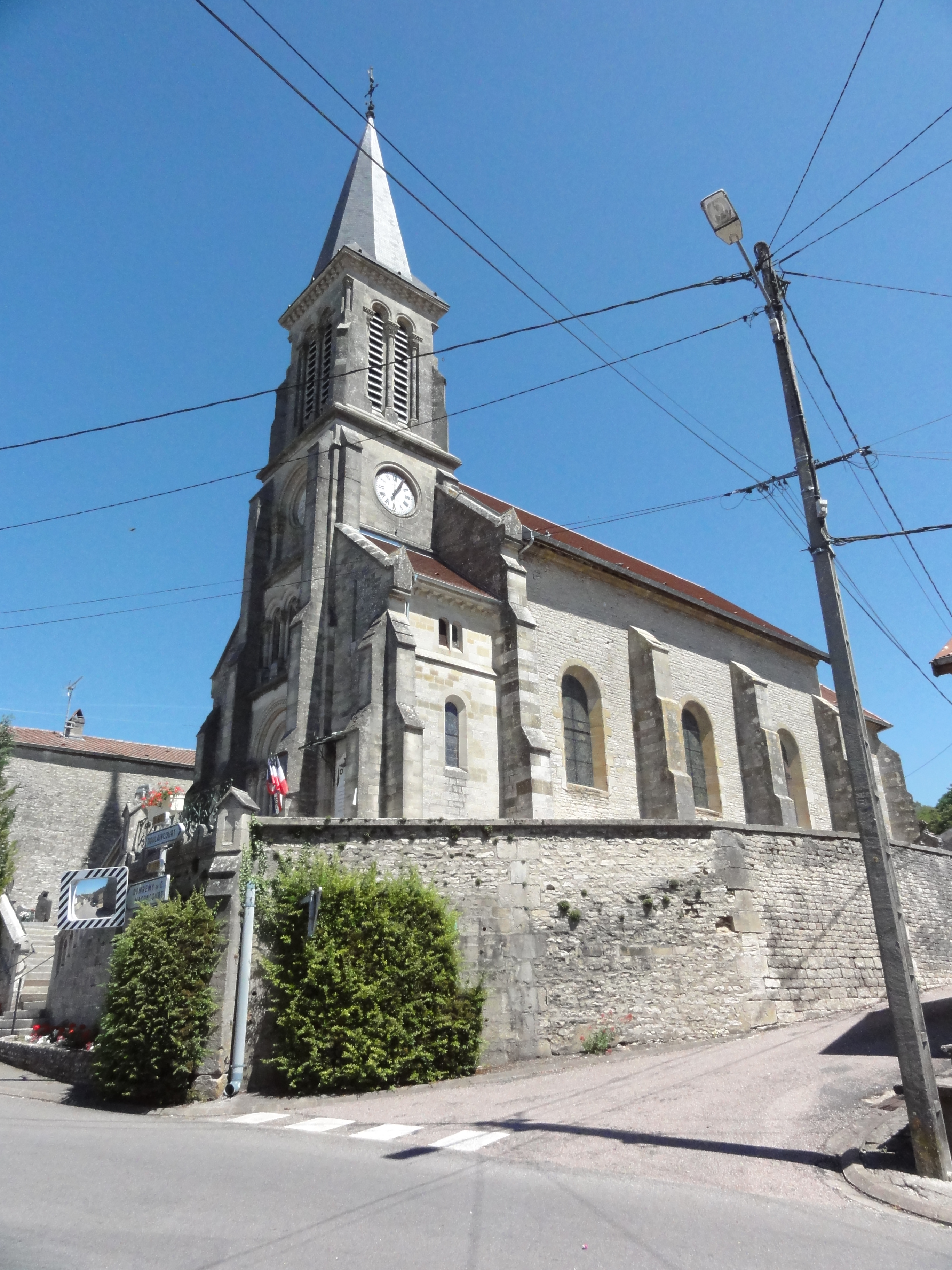
Église Saint-Rémy.
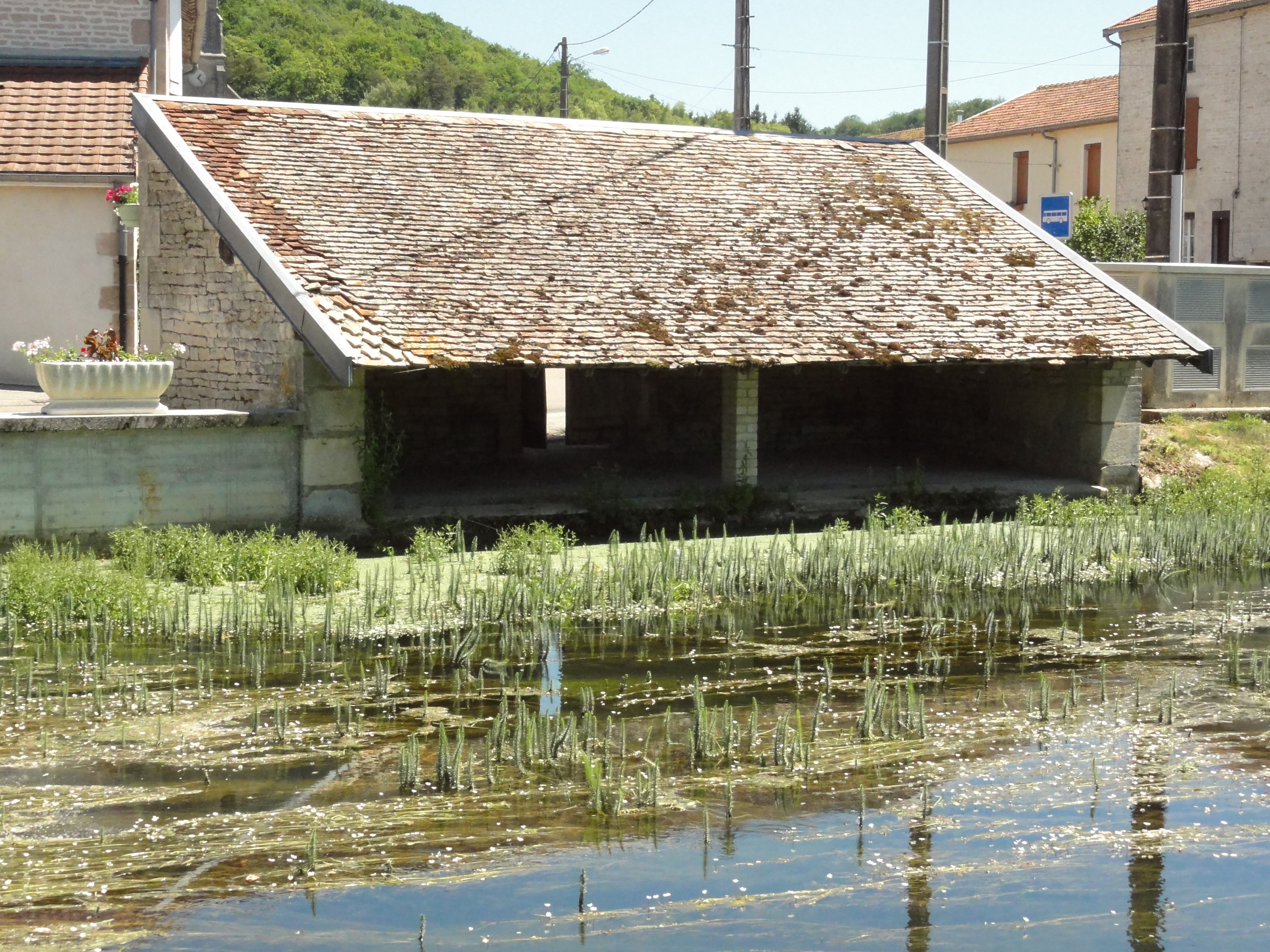
Lavoir.
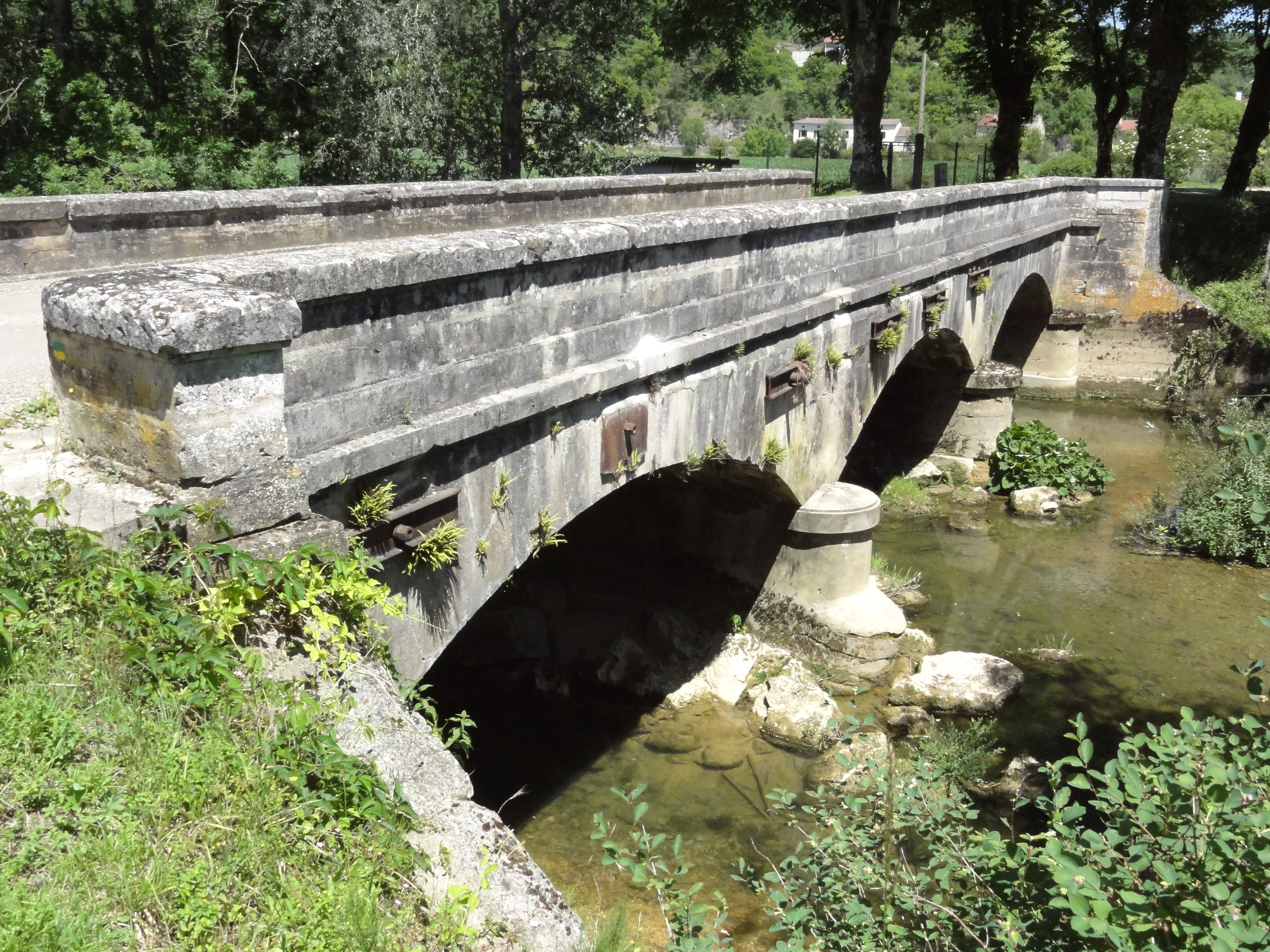
Vieux pont sur le Rognon.
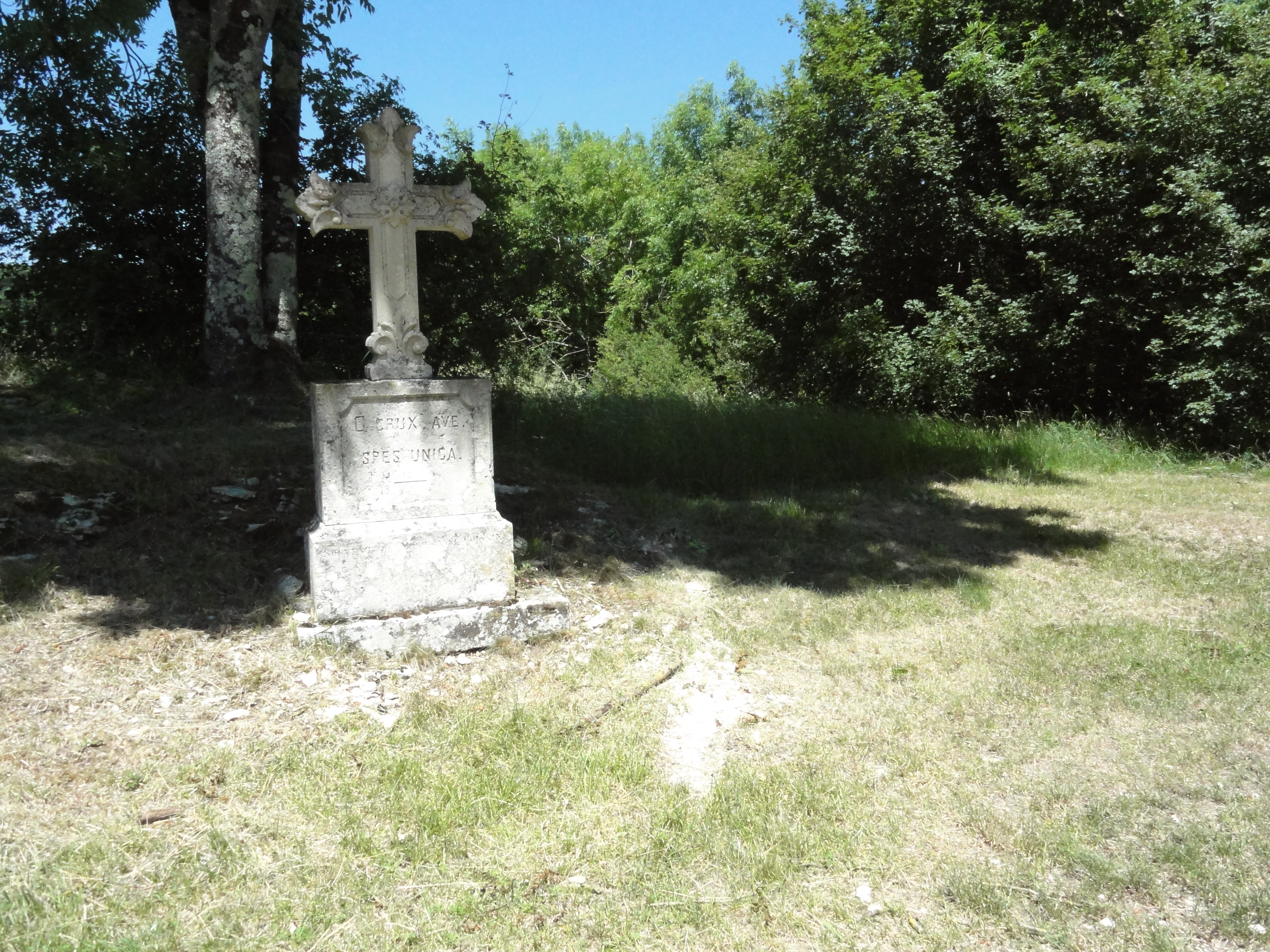
Croix de chemin.